# Carceri
Carceri là một đô thị thuộc tỉnh Padova vùng Veneto, tọa lạc cách khoảng 60 km về phía tây nam của Venezia và cách khoảng 30 km về phía tây nam của Padova. Tại thời điểm ngày 31 tháng 12 năm 2004, đô thị này có dân số 1.579 người và diện tích 9,7 km².
Carceri giáp các đô thị: Este, Ospedaletto Euganeo, Ponso, Vighizzolo d'Este.